# Oratorio de Santa Ana (Alcudia)
El oratorio de Santa Ana (Oratori de Santa Anna o Santa Aina en catalán) es un templo católico situado en el municipio español de Alcudia (Islas Baleares). Está dedicado a los padres de la Virgen María, Santa Ana y San Joaquín.En 2004 fue declarado Bien de Interés Cultural.
Fue construido en el siglo XIII por Diego Español, siendo un típico templo de repoblamiento. Originalmente era conocido como Santa María de la Torre. De estilo gótico, cuenta con una sola nave, de planta rectangular, con tres arcos apuntados que sostienen el techo a dos aguas. El interior estaba decorado con retablos y trípticos, ahora en el muso parroquial.
Sobre la portalada, con arco de medio punto, había una imagen de la Virgen de la Buena Nueva. También cuenta con una espadaña en lo alto de la fachada. A lo largo del tiempo ha sido reformado en cuatro ocasiones. La primera reforma de la que se tiene constancia es la de 1733, y la última, la de 1980.En 2014 hubo una excavación en la que se encontraron restos de un enterramiento y se retiró el pavimento de 1903. La iglesia está situada sobre el territorio de la antigua Pollentia y la posterio alquería de Alborc.